# جان دارك (فلم 1900)
جان دارك (بالفرنسية: Jeanne d'Arc) هو فيلم أبيض وأسود فرنسي صامت إنتاج عام 1900 من إخراج جورج ميلييس، ويستند إلى حياة جان دارك، بطولة جين كالفيير.إنه فيلم مدته حوالي عشر دقائق. لطالما اعتبرت ضائعة ؛ تم العثور على نسخة ملونة بالفرشاة في عام 1982

## ملخص
في قرية دومريمي لا بوسيل زار القديس ميخائيل وسانت كاترين والقديسة مارغريت الشابة جان التي حثتها على القتال من أجل بلدها، كان والدها جاك دارك والدتها إيزابيل رومي، وعمها يتوسل إليها أن تبقى في المنزل، لكنها تتركهم وتسافر إلى فوكولور حيث تلتقي مع الحاكم الكابتن روبرت دي بودريكورت، في البداية احتقر بودريكورت المُشتت مُثُل جان، لكن حماسها يفوز به في النهاية، ويمنحها السلطة لقيادة الجنود الفرنسيين. قادت جان وجيشها موكب نصر في أورليان تبعها حشد كبير، ثم في كاتدرائية ريمس توج شارل السابع ملكًا على فرنسا.
في حصار كومبين تم أسر جان بينما يحاول جيشها اقتحام القلعة، في السجن حلمت جان بحلم آخر ترى فيه رؤاها مرة أخرى. أثناء الاستجواب ترفض جان التوقيع على التراجع ، وتُدان كمهرطقة. في سوق روان تُحرق جان على الوتد، يموت حامل الخشب عند الإعدام الذي جلب الوقود للحرق على الفور من الأبخرة. في مشهد تأليه أخير صعدت جان إلى السماء ، حيث استقبلها الرب والقديسون.

## روابط خارجية
- جان دارك  في قاعدة بيانات الأفلام على الإنترنت (بالإنجليزية)